# Działy (województwo wielkopolskie)
Działy – kolonia w Polsce położona w województwie wielkopolskim, w powiecie słupeckim, w gminie Lądek.